# David Procházka (orientační běžec)
David Procházka (* 11. srpna 1991 Pardubice) je bývalý český reprezentant v orientačním běhu. Mezi jeho největší úspěchy patří 28. místo z klasické trati na juniorském mistrovství světa 2011 v polském Wejherovu. V současnosti běhá za český klub OK Lokomotiva Pardubice a též za švédský klub OK Kåre, za který startuje ve Skandinávii.

## Sportovní kariéra

### Umístění na MS a ME
| Přehled úspěchů na Mistrovství světa juniorů | Přehled úspěchů na Mistrovství světa juniorů | Přehled úspěchů na Mistrovství světa juniorů | Přehled úspěchů na Mistrovství světa juniorů | Přehled úspěchů na Mistrovství světa juniorů |
| Mistrovství světa juniorů                    | Sprint                                       | Middle                                       | Long                                         | Štafety                                      |
| -------------------------------------------- | -------------------------------------------- | -------------------------------------------- | -------------------------------------------- | -------------------------------------------- |
| Aalborg 2010                                 | 34. místo                                    | 48. místo                                    | 57. místo                                    | 15. místo                                    |
| Wejherowo 2011                               | 49. místo                                    | Q                                            | 28. místo                                    | 31. místo                                    |

| Přehled úspěchů na Mistrovství Evropy | Přehled úspěchů na Mistrovství Evropy | Přehled úspěchů na Mistrovství Evropy | Přehled úspěchů na Mistrovství Evropy | Přehled úspěchů na Mistrovství Evropy |
| Mistrovství Evropy                    | Sprint                                | Middle                                | Long                                  | Štafety                               |
| ------------------------------------- | ------------------------------------- | ------------------------------------- | ------------------------------------- | ------------------------------------- |
| Jeseník 2016                          | 58. místo                             | X                                     | X                                     | X                                     |

### Umístění na MČR
| Umístění na Mistrovství České republiky v orientačním běhu | Umístění na Mistrovství České republiky v orientačním běhu | Umístění na Mistrovství České republiky v orientačním běhu | Umístění na Mistrovství České republiky v orientačním běhu | Umístění na Mistrovství České republiky v orientačním běhu | Umístění na Mistrovství České republiky v orientačním běhu | Umístění na Mistrovství České republiky v orientačním běhu | Umístění na Mistrovství České republiky v orientačním běhu | Umístění na Mistrovství České republiky v orientačním běhu | Umístění na Mistrovství České republiky v orientačním běhu | Umístění na Mistrovství České republiky v orientačním běhu | Umístění na Mistrovství České republiky v orientačním běhu |
| Ročník                                                     | Kategorie                                                  | Klasická                                                   | Krátká                                                     | Sprint                                                     | Dlouhá                                                     | Noční                                                      | Ranking                                                    | Členství v klubu                                           | Štafety                                                    | Kluby                                                      | Sprint. štafety                                            |
| ---------------------------------------------------------- | ---------------------------------------------------------- | ---------------------------------------------------------- | ---------------------------------------------------------- | ---------------------------------------------------------- | ---------------------------------------------------------- | ---------------------------------------------------------- | ---------------------------------------------------------- | ---------------------------------------------------------- | ---------------------------------------------------------- | ---------------------------------------------------------- | ---------------------------------------------------------- |
| MČR 2005                                                   | H16 – mladší dorostenci                                    | 22. místo                                                  | 38. místo                                                  | 26. místo                                                  |                                                            |                                                            |                                                            | OK Lokomotiva Pardubice                                    |                                                            |                                                            |                                                            |
| MČR 2005                                                   | H18 – starší dorostenci                                    |                                                            |                                                            |                                                            |                                                            |                                                            |                                                            | OK Lokomotiva Pardubice                                    | 9. místo                                                   |                                                            |                                                            |
| MČR 2006                                                   | H16 – mladší dorostenci                                    | 15. místo                                                  | 11. místo                                                  | 7. místo                                                   |                                                            | 2. místo                                                   | 475. místo                                                 | OK Lokomotiva Pardubice                                    |                                                            |                                                            |                                                            |
| MČR 2006                                                   | H18 – starší dorostenci                                    |                                                            |                                                            |                                                            |                                                            |                                                            |                                                            | OK Lokomotiva Pardubice                                    | 13. místo                                                  | 5. místo                                                   |                                                            |
| MČR 2007                                                   | H16 – mladší dorostenci                                    | 5. místo                                                   | 8. místo                                                   | 8. místo                                                   |                                                            | 2. místo                                                   | 207. místo                                                 | OK Lokomotiva Pardubice                                    |                                                            |                                                            |                                                            |
| MČR 2007                                                   | H18 – starší dorostenci                                    |                                                            |                                                            |                                                            |                                                            |                                                            |                                                            | OK Lokomotiva Pardubice                                    | 2. místo                                                   | 2. místo                                                   |                                                            |
| MČR 2008                                                   | H18 – starší dorostenci                                    | 13. místo                                                  | 14. místo                                                  | 9. místo                                                   | 12. místo                                                  | 8. místo                                                   | 674. místo                                                 | OK Lokomotiva Pardubice                                    | 8. místo                                                   | 2. místo                                                   |                                                            |
| MČR 2009                                                   | H18 – starší dorostenci                                    | 6. místo                                                   | 7. místo                                                   | 7. místo                                                   | 6. místo                                                   | 7. místo                                                   | 148. místo                                                 | OK Lokomotiva Pardubice                                    | 7. místo                                                   | 9. místo                                                   |                                                            |
| MČR 2010                                                   | H20 – junioři                                              | 10. místo                                                  | 6. místo                                                   | 9. místo                                                   | 5. místo                                                   |                                                            | 61. místo                                                  | OK Lokomotiva Pardubice                                    |                                                            |                                                            |                                                            |
| MČR 2010                                                   | H21 – muži                                                 |                                                            |                                                            |                                                            |                                                            |                                                            |                                                            | OK Lokomotiva Pardubice                                    | 20. místo                                                  | 11. místo                                                  |                                                            |
| MČR 2011                                                   | H20 – junioři                                              | 13. místo                                                  | disk                                                       | 3. místo                                                   |                                                            | 3. místo                                                   | 43. místo                                                  | OK Lokomotiva Pardubice                                    |                                                            |                                                            |                                                            |
| MČR 2011                                                   | H21 – muži                                                 |                                                            |                                                            |                                                            |                                                            |                                                            | OK Lokomotiva Pardubice                                    | 11. místo                                                  | 4. místo                                                   |                                                            |                                                            |
| MČR 2012                                                   | H21 – muži                                                 | 31. místo                                                  | 29. místo                                                  | disk                                                       | 11. místo                                                  | 15. místo                                                  | OK Lokomotiva Pardubice                                    |                                                            | 5. místo                                                   |                                                            |                                                            |
| MČR 2013                                                   | H21 – muži                                                 | 19. místo                                                  | 30. místo                                                  | 11. místo                                                  | 13. místo                                                  | 16. místo                                                  | OK Lokomotiva Pardubice                                    | 8. místo                                                   | 4. místo                                                   |                                                            |                                                            |
| MČR 2014                                                   | H21 – muži                                                 | 21. místo                                                  | 65. místo                                                  | 20. místo                                                  | 10. místo                                                  | 11. místo                                                  | OK Lokomotiva Pardubice                                    | 10. místo                                                  | 6. místo                                                   | 4. místo                                                   |                                                            |
| MČR 2015                                                   | H21 – muži                                                 |                                                            | 25. místo                                                  | 3. místo                                                   |                                                            | 9. místo                                                   | OK Lokomotiva Pardubice                                    |                                                            |                                                            | 7. místo                                                   |                                                            |
| MČR 2016                                                   | H21 – muži                                                 | 18. místo                                                  | 35. místo                                                  | 5. místo                                                   |                                                            | 18. místo                                                  | OK Lokomotiva Pardubice                                    | 4. místo                                                   | 5. místo                                                   | 3. místo                                                   |                                                            |
| MČR 2017                                                   | H21 – muži                                                 | 19. místo                                                  | 16. místo                                                  |                                                            |                                                            | 24. místo                                                  | OK Lokomotiva Pardubice                                    |                                                            |                                                            | disk                                                       |                                                            |
| MČR 2018                                                   | H21 – muži                                                 | 12. místo                                                  | 24. místo                                                  | 23. místo                                                  |                                                            | 24. místo                                                  | OK Lokomotiva Pardubice                                    | 7. místo                                                   | 3. místo                                                   | disk                                                       |                                                            |
| MČR 2019                                                   | H21 – muži                                                 | 24. místo                                                  | disk                                                       | 18. místo                                                  | 5. místo                                                   | 24. místo                                                  | OK Lokomotiva Pardubice                                    | 22. místo                                                  | 7. místo                                                   | 9. místo                                                   |                                                            |
| MČR 2020                                                   | H21 – muži                                                 |                                                            |                                                            | 30. místo                                                  |                                                            | 27. místo                                                  | OK Lokomotiva Pardubice                                    |                                                            |                                                            | 19. místo                                                  |                                                            |